# 碳族元素
碳族元素是指元素週期表第14族（ⅣA族）的元素，位于硼族元素和氮族元素之间。碳族元素包含碳（C）、矽（Si）、鍺（Ge）、錫（Sn）、鉛（Pb）、鈇（Fl），其中碳為典型的非金屬元素，矽和鍺為類金屬，其餘元素則為貧金屬。此外鈇為人造元素，具極高放射性。它们位于p区。
根据现在的IUPAC族编号，碳族元素是14族。在半导体物理学也称IV族。碳族元素也称为tetrel（来自希腊文tetra，意指四），源自组名的罗马数字IV，或者（并非巧合地）源自这些元素有四粒价电子的事实（请参见下文）。它们也可称为晶素（crystallogen，来自英文字根crystallo-，意指晶體，-gens，意指素）或剛素（adamantogen，来自希腊文ἀδάμαντος（adamantos），意指不可征服、不可馴服，即精金等極堅硬物，-gens，意指素）。
本族元素在化合物中一般可以呈现+4，+2等化合价，它们的原子最外层都有4粒电子，離子的最高正价都是+4价。

## 性质

### 物理性质
| 元素 名称 | 元素 符号 | 原子半径 （nm） | 主要化合价                        | 状态 （标况）      | 单质密度 （克/立方厘米）    | 单质熔点 （℃） | 单质沸点 （℃） |
| --------- | --------- | --------------- | --------------------------------- | ------------------ | --------------------------- | -------------- | -------------- |
| 碳        | C         | 0.077           | -4，-3，-2，-1，0，+1，+2，+3，+4 | 固体               | 3.51（金刚石） 2.25（石墨） | 3550           | 4827           |
| 硅        | Si        | 0.117           | 0，+2，+4                         | 固体               | 2.33                        | 1410           | 2355           |
| 锗        | Ge        | 0.122           | 0，+2，+4                         | 固体               | 5.35                        | 937.4          | 2830           |
| 锡        | Sn        | 0.141           | 0，+2，+4                         | 固体               | 7.28                        | 231.9          | 2260           |
| 铅        | Pb        | 0.175           | 0，+2，+4                         | 固体               | 11.34                       | 327.5          | 1740           |
| 鈇        | Fl        | 0.160（推測）   | 0，+2，+4（推測）                 | 液體或氣體（推測） | 14（液态，推測）            | 11±50（推測）  | 不详           |

碳族元素的沸点随着族往下而越来越低。碳，最轻的碳族元素，升华于3825 °C。硅的沸点是3265 °C，锗的沸点是2833 °C，锡的沸点是2602 °C，而铅的是1749 °C。它们的熔点也有和沸点类似的趋势。硅在1414 °C融化，锗则在939 °C，锡的熔点为232 °C，而铅在328 °C融化。
碳族元素的密度随着原子量增加而增加。碳的密度为2.26g/cm3，硅的密度为2.33g/cm3，锗的密度为5.32 g/cm3，锡的密度为7.26 g/cm3，而铅的密度为11.3 g/cm3。
碳族元素的原子半徑也随着原子量增加而增加。 碳的原子半径是77皮米，硅的为118皮米，锗的则为123皮米，锡的原子半径是141皮米，而铅的为175皮米。
碳的晶体结构是六方晶系，在高温和高压下形成金刚石。硅和锗的晶体结构亦為钻石结构。锡在低温下（13.2 °C以下）是钻石结构，室温下则是四方晶系。铅的晶体结构是立方晶系。

#### 同素异形体
碳有很多的同素异形体。 最常见的是石墨，由碳以层状结构排列而成。 另外一种碳的同素异形体是钻石，不过它相对罕见。 无定形碳 是碳的第三种同素异形体，存在于煤烟中。 碳还有一种叫做富勒烯的同素异形体，由很多碳原子折成球体而成。第五种碳同素异形体于2003年被发现，它就是石墨烯，由一层碳原子以类似蜂窝的六边形结构排列。
硅在常温下有两种同素异形体。 它们分别是无定形硅和晶体硅。无定形硅是一种棕色粉末。 晶体硅则是灰色的，具有金属光泽。
锡有两种同素异形体，α-锡（又称灰锡）和 β-锡。 锡在常温下是 β-锡，一种银色金属。 不过，标准压力下， β-锡会转变成 α-锡，一种灰色粉末，在13.2摄氏度／56华氏度以下时。 这使得寒冷下的锡会变成灰色粉末，也就是锡疫 。

### 化学性质
和其它族一样，碳族元素也有有规律的电子排布，尤其是在价电子层，因此使它们化学行为的趋势：
| Z   | 元素 | 电子排布                         |
| --- | ---- | -------------------------------- |
| 6   | 碳   | 2、4                             |
| 14  | 硅   | 2、8、4                          |
| 32  | 锗   | 2、8、18、4                      |
| 50  | 锡   | 2、8、18、18、4                  |
| 82  | 铅   | 2、8、18、32、18、4              |
| 114 | 鈇   | 2、8、18、32、32、18、4 （预测） |

所有的碳族元素都有4颗价电子。此外，基态、电中性的碳族元素原子都有s2 p2的最外层电子排布。这些元素，尤其是碳和硅，有形成共价键的强烈趋势来达到八粒电子。这些元素中的键通常含有轨道杂化，其中没有明显的s和p轨道。对于 单键，一般的结构是四对sp3电子，尽管其它结构也存在，像是三对sp2电子，存在于石墨烯和石墨。双键是碳的特征（乙烯， CO
2...），其中的π系统通常也一样。随着原子的尺寸增加，失去电子的趋势也随之增加，正如原子序数的增加一样。碳可以形成阴离子，也就是碳化物（C4−）阴离子。硅和锗都是类金属，可以形成 +4离子。锡和铅都是金属，都可以形成 +2离子。尽管锡在化学上是一种金属，但α-锡比起金属，更像锗，且是一种差的电导体。而鈇是一种人造的放射性元素，半衰期很短，只有1.9秒，儘管它很可能仍是一种贫金属，但它卻反常地有著一些惰性气体的特性。
碳可以跟浓硫酸、硝酸反应，被氧化成二氧化碳。不与盐酸作用。
硅与氢氟酸反应。硅在铜催化剂下与盐酸反应。
锗不和稀盐酸、稀硫酸反应，但能被浓硫酸、浓硝酸氧化。
锡和稀盐酸、稀硫酸反应，生成低价锡（Ⅱ）的化合物；跟浓H2SO4、浓HNO3反应生成高价锡（Ⅳ）的化合物。
铅跟盐酸、硫酸、硝酸都能反应被氧化成亚铅离子。
碳族元素中跟碱溶液反应的有硅和锡，它们既表现出金属性又表现出非金属性。碳族元素在加热时都能跟氧反应，被氧化成二氧化碳、二氧化硅和氧化亚铅等。碳族元素跟硫、氯共热生成相应的高价氯化物和硫化物，铅则生成铅（Ⅱ）化合物。碳、硅跟金属共热生成碳化物和硅化物，锡、铅与金属形成合金。碳族元素都不能直接与氢化合，其氢化物是间接制得的。

#### 化合物
碳可和氫等元素形成極多種有機化合物。碳亦可以所有卤素反应形成四卤化物。碳可形成多种氧化物如：一氧化碳、二氧化三碳（C3O2）和二氧化碳。碳也会形成二硫化物和二硒化物。
硅可形成两种氢化物：甲硅烷（SiH4）和乙硅烷（Si2H6）。硅和氟、氯、溴和碘形成四卤化物。硅也形成二氧化硅和二硫化硅。
锗可形成两种氢化物：甲锗烷（GeH4）和乙锗烷（Ge2H6）。锗和除了砈之外的所有卤素形成四卤化物和二卤化物。锗和除了釙之外的所有氧族元素形成二氧化物、二硫化物、二硒化物。
锡可形成两种氢化物：甲锡烷（SnH4）和乙锡烷（Sn2H6）。锡和除了砈之外的所有卤素形成四卤化物和二卤化物。
铅可形成一种氢化物，即铅烷（PbH4）。铅和氟、氯形成四卤化物及二卤化物，也可形成四溴化铅和二碘化铅，但不稳定。铅形成四种氧化物、一种硫化物、一种硒化物、及一种碲化物。
目前没有已知的鈇化合物。理論上鈇的化學特性應與鉛相近，能形成FlO、FlF2、FlCl2、FlBr2和FlI2。如果其高价態（Ⅳ）能夠進行化學反應，它將只能形成FlO2和FlF4。它也有可能形成混合氧化物Fl3O4，類似於Pb3O4。而一些研究指出鈇的化學特性可能和惰性氣體氡更接近。
| 左方一族： | 碳族元素 第14族 | 右方一族： |
| 硼族元素   | 碳族元素 第14族 | 氮族元素   |